# Jannik Steimle
Jannik Steimle, né le 23 août 1996 à Weilheim an der Teck, est un coureur cycliste allemand.

## Biographie
Jannik Steimle pratique dans sa jeunesse le football, le tennis et le ski. Après une fracture de la clavicule, il commence à pratiquer le VTT, puis il ajoute le cyclisme sur route et sur piste avant de se concentrer pleinement sur la route.
En 2014, lors des championnats d'Allemagne sur piste juniors (moins de 19 ans), il se classe troisième de la poursuite par équipes et de la course à l'américaine. Au cours des années 2016 et 2017, il court avec l'équipe continentale Felbermayr Simplon Wels. La première année, il remporte la course Croatie-Slovénie, sa première victoire internationale. 

### 2018-2019: chez Vorarlberg-Santic
En 2018, il rejoint l'équipe Vorarlberg-Santic et remporte une étape du Kreiz Breizh Elites et de l'Okolo Jižních Čech (ainsi que le classement de la montagne). Lors de la course À travers les Hauts de France, il se classe troisième et meilleur jeune du général. À la Flèche du Sud, il remporte le classement de la montagne. 
Il commence sa saison 2019 par une cinquième place sur le GP International de Rhodes mais n'est pas au départ du Tour de Rhodes, étant entré en collision avec une chèvre pendant un entraînement. Il reprend la compétition sur le Tour de Normandie où il réalise deux tops 10. En mai, il remporte le contre-la-montre du CCC Tour-Grody Piastowskie et termine troisième du classement général. Il enchaîne alors les résultats sur les courses par étapes, 13e d'À travers les Hauts-de-France, 18e de la Flèche du Sud où il remporte une étape, vainqueur du Tour de Haute-Autriche et vainqueur du prologue et d'une étape du Tour d'Autriche.

### Quick-Step (2019-2023)
Ses bons résultats lui permettent de devenir stagiaire au sein de la formation World Tour belge Deceuninck-Quick Step. Pour sa première course avec l'équipe, il participe à la Brussels Cycling Classic (20e). Dès le 17 septembre, l'équipe annonce sa signature pour les saisons 2020 et 2021, notamment au vu de ses performances sur les kermesses professionnelles, 10e de l'Izegem Koers et vainqueur de la Textielprijs Vichte. Le 20 septembre, il remporte le Championnat des Flandres en solitaire après une attaque à quelques kilomètres de l'arrivée. 

#### Saison 2020
En janvier 2020, il est opéré au cœur à Bruxelles en raison d'un problème cardiaque révélé lors d'un examen médical. Il est néanmoins présent sur les routes du Tour Colombia 2.1 dès le 11 février où son coéquipier Álvaro Hodeg termine trois fois deuxième d'étape. Pour cette première saison pleine avec l'équipe belge, il doit se muer en équipier pour Florian Sénéchal, Fabio Jakobsen ou Sam Bennett, notamment sur le Tour de Wallonie. Le 25 août, il prend le départ de sa première course World Tour, la Bretagne Classic (47e). En septembre, il remporte une étape et le classement général du Tour de Slovaquie au terme d'une âpre lutte avec son compatriote Nico Denz qui finit l'épreuve dans le même temps que lui. Il termine 7e du contre-la-montre individuel sur le BinckBank Tour avant de prendre le départ de son premier grand tour, le Tour d'Espagne. Il y est échappé lors de la septième étape et joue la victoire lors de la quinzième étape, terminant finalement troisième derrière Jasper Philipsen et Pascal Ackermann.

#### Saison 2021
En mars 2021, il chute lourdement lors de la Nokere Koerse et souffre d'une côte cassée, d'un pneumothorax léger et d'une commotion cérébrale. Il renoue avec la compétition sur le Tour d'Andalousie. Il connaît son premier résultat en juin, 7e du contre-la-montre inaugural sur le Tour de Suisse. Il retrouve cette place sur son championnat national le 20 juin. En août, il se distingue sur le Tour du Danemark, auteur de trois tops 10 et 15e du classement général puis sur le Tour d'Allemagne, également auteur de trois tops 10 et 12e du général. En septembre, il est seulement devancé par Kaden Groves sur le prologue du Tour de Slovaquie avant de remporter la deuxième étape.

#### Saisons 2022 et 2023
En août, Steimle chute lors du dernier kilomètre de la deuxième étape du Tour de Burgos. Atteint d'une fracture de la clavicule droite nécessitant une intervention chirurgicale, il est contraint à l'abandon.

### Q36.5 (depuis 2024)
Sous les couleurs de sa nouvelle équipe, l'équipe suisse Q36.5 Pro Cycling Team, il remporte le 14 mars 2024 le Grand Prix de Denain dans un sprint à deux, devançant le Belge Cériel Desal.

## Palmarès et résultats

### Palmarès par année
- 2014
  - 3e du championnat d'Allemagne de poursuite par équipes juniors
  - 3e du championnat d'Allemagne de l'américaine juniors
- 2015
  - Rund um den Weiherring
- 2016
  - Croatie-Slovénie
- 2018
  - Tour de Schönaich
  - Kirschblütenrennen
  - 2e étape du Kreiz Breizh Elites
  - 5e étape de l'Okolo Jižních Čech
  - 3e du Tour du Burgenland
  - 3e d'À travers les Hauts de France-Trophée Paris Arras Tour
- 2019
  - Tour de Schönaich
  - 1re étape du CCC Tour-Grody Piastowskie (contre-la-montre)
  - Tour de Haute-Autriche :
    - Classement général
    - 1re étape

  - 4e étape de la Flèche du Sud
  - Prologue et 5e étape du Tour d'Autriche
  - Textielprijs Vichte
  - Championnat des Flandres
  - 3e du CCC Tour-Grody Piastowskie
- 2020
  - Tour de Slovaquie :
    - Classement général
    - 1re étape (b)
- 2021
  - 2e étape du Tour de Slovaquie
  - 2e du Tour de Slovaquie
- 2023
  -  Médaillé de bronze du championnat du monde du contre-la-montre par équipes en relais mixte
  -  Médaillé de bronze du championnat d'Europe du contre-la-montre par équipes en relais mixte
- 2024
  - Grand Prix de Denain
  -  Médaillé d'argent du championnat d'Europe du relais mixte contre-la-montre

### Résultats sur les grands tours

#### Tour d'Espagne
1 participation
- 2020 : 83e

### Classements mondiaux
| Année                                 | 2016  | 2017  | 2018 | 2019 | 2020 | 2021 | 2022 | 2023 | 2024 |
| ------------------------------------- | ----- | ----- | ---- | ---- | ---- | ---- | ---- | ---- | ---- |
| Classement mondial                    | 1158e | 2746e | 469e | 274e | 190e | 421e | 396e | 529e | 313e |
| UCI Europe Tour                       | 782e  | 1723e | 278e | 222e | 157e | 347e | 318e | nc   | nc   |
|                                       |       |       |      |      |      |      |      |      |      |
| Légende : nc = non classéSource : UCI |       |       |      |      |      |      |      |      |      |